# Перекопновское муниципальное образование
Перекопновское муниципальное образование — сельское поселение в Ершовском районе Саратовской области Российской Федерации.
Административный центр — село Перекопное.

## История
Статус и границы сельского поселения установлены Законом Саратовской области от 27 декабря 2004 года № 82-ЗСО «О муниципальных образованиях, входящих в состав Ершовского муниципального района»

## Население
| 2010  | 2011  | 2012  | 2013  | 2014  | 2015  | 2016  |
| ----- | ----- | ----- | ----- | ----- | ----- | ----- |
| 1349  | ↘1343 | ↘1291 | ↗1304 | ↗2098 | ↘2033 | ↘1997 |
| 2017  | 2018  | 2019  | 2020  | 2021  |       |       |
| ↘1984 | ↘1950 | ↘1928 | ↘1864 | ↘1727 |       |       |

## Состав сельского поселения
| № | Населённый пункт | Тип населённого пункта       | Население |
| - | ---------------- | ---------------------------- | --------- |
| 1 | Александрия      | село                         | ↘151      |
| 2 | Васильевка       | село                         | ↘267      |
| 3 | Еремеевка        | село                         | ↘250      |
| 4 | Краснянка        | село                         | ↘336      |
| 5 | Перекопное       | село, административный центр | ↘931      |
| 6 | Чёрная Падина    | село                         | ↘251      |
| 7 | Чистый Плёс      | село                         | ↗104      |